# Парсонс (місячний кратер)
Кратер Парсонс (лат. Parsons) — великий стародавній метеоритний кратер у північній півкулі зворотного боку Місяця. Назва присвоєна на честь американського інженера в галузі ракетобудування Джона Парсонса (1913—1952) і затверджена Міжнародним астрономічним союзом у 1970 році. Утворення кратера відбулось у нектарському періоді.

## Опис кратера
Найближчими сусідами кратера є кратер Мур на заході; кратер Ерліх на півночі північному заході; кратер Шнеллер на північному сході, кратер Крилов на сході південному сході і кратер Лармор на південному заході. Селенографічні координати центра кратера 37°15′ пн. ш. 171°10′ зх. д. / 37.25° пн. ш. 171.16° зх. д., діаметр 41,1 км, глибина 2,2 км.
Кратер Парсонс має циркулярну форму і порівняно є мало зруйнованим. Вал кратера є дещо згладженим, але зберіг достатньо чіткі обриси, відзначений декількома кратерами різних розмірів, до південно-східної частини валу примикає помітний безіменний чашоподібний кратер. Внутрішній схил є широким, зі слабкими залишками терасоподібної структури. Висота валу над навколишньою місцевістю сягає 1030 м, об'єм кратера становить приблизно 1200 км³. Дно чаші є плоским, має діаметр приблизно у половину діаметра кратера.

## Сателітні кратери
| Парсонс | Координати                                                  | Діаметр, км |
| ------- | ----------------------------------------------------------- | ----------- |
| D       | 38°20′ пн. ш. 168°41′ зх. д. / 38.33° пн. ш. 168.69° зх. д. | 53,0        |
| E       | 37°31′ пн. ш. 167°41′ сх. д. / 37.51° пн. ш. 167.69° сх. д. | 27,1        |
| L       | 33°39′ пн. ш. 169°55′ сх. д. / 33.65° пн. ш. 169.91° сх. д. | 34,3        |
| M       | 33°50′ пн. ш. 171°38′ сх. д. / 33.83° пн. ш. 171.64° сх. д. | 24,7        |
| N       | 34°08′ пн. ш. 173°14′ сх. д. / 34.13° пн. ш. 173.23° сх. д. | 41,2        |
| P       | 35°34′ пн. ш. 172°44′ сх. д. / 35.57° пн. ш. 172.73° сх. д. | 27,1        |

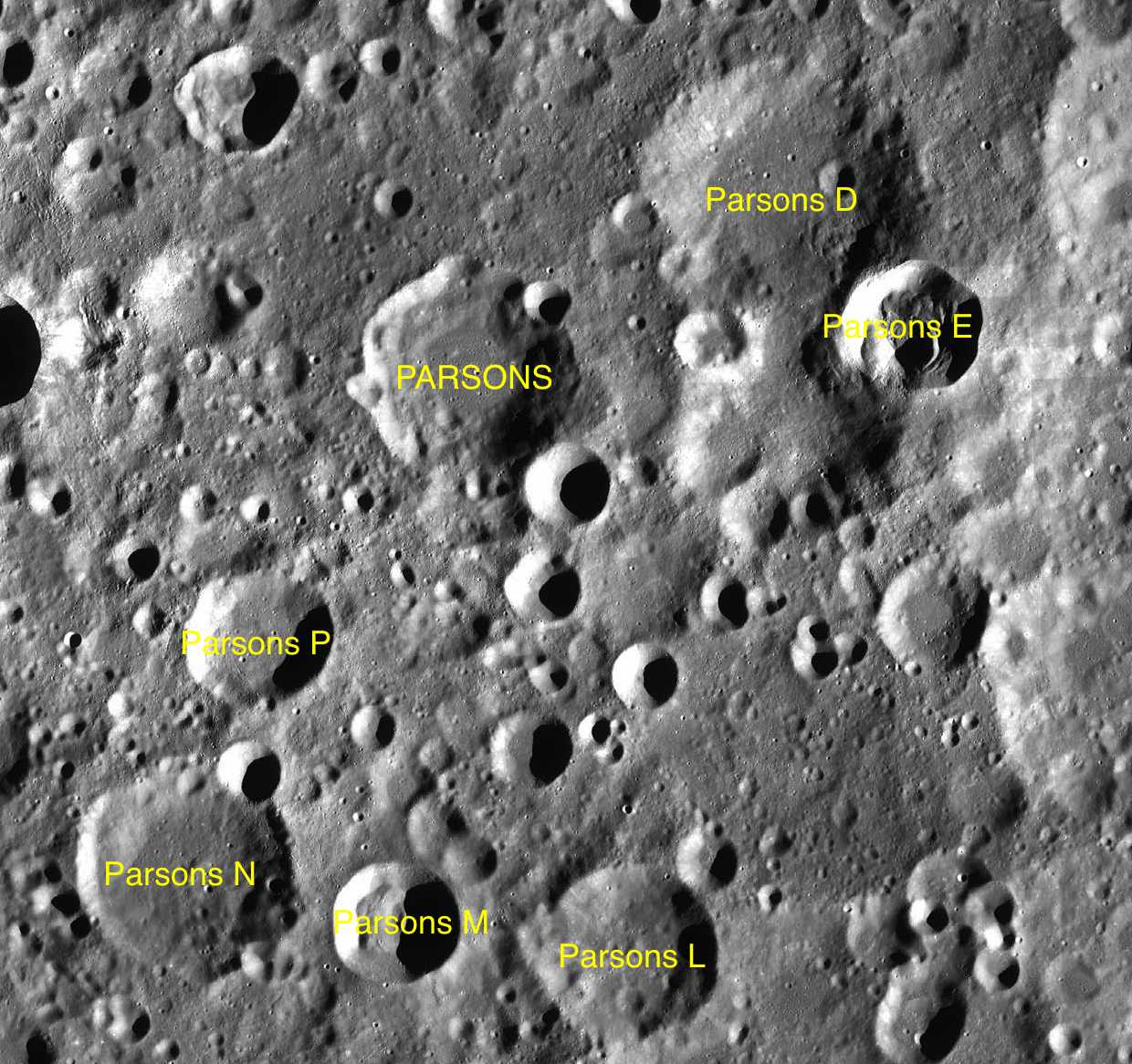
Фрагмент мапи LAC-33.

- Утворення сателітного кратера Парсонс N належить до нектарського періоду[1].